# Morro Santana
O Morro Santana é o ponto mais alto do município brasileiro de Porto Alegre, com 311 metros acima do nível do mar. É formado por rochas graníticas e ocupa uma área de aproximadamente mil hectares, dos quais cerca de 600 pertencem à Universidade Federal do Rio Grande do Sul (UFRGS). O morro tem importância histórica por ter abrigado, em 1740, uma sentinela de propriedade de Jerônimo de Ornelas, o fundador da cidade de Porto Alegre.
Localizado em uma área bastante urbanizada, o bairro Morro Santana, aprovado no final de 2015, representa um dos últimos remanescentes naturais da cidade, onde vivem em harmonia campos, lagos, cachoeiras e cascatas. Está rodeado por grandes avenidas como a Av. Bento Gonçalves, a Av. Protásio Alves, a Av. Antônio de Carvalho e a Av. Manoel Elias, é ocupado por casas de classe média, principalmente na sua porção esquerda, e possuí problemas com ocupação irregular.
É a unidade geomorfológica local com maior cobertura vegetal nativa, sendo que aproximadamente 60% de sua área está ocupada por Mata Atlântica e o restante por campos sulinos. A riqueza e a diversidade de espécies vegetais na área de campos são bastante expressivas, sendo estimadas em torno de 400 espécies.
A fauna nativa do morro apresenta importantes espécies locais e regionais e uma grande diversidade de animais. O total de registros para todo o morro ultrapassa cem espécies, sendo que cerca de 10% destas espécies são migratórias, que chegam ao morro na primavera, ali permanecendo até o verão. Para os mamíferos, foram registradas 14 espécies nativas.